# Iapu
Iapu este un oraș în Minas Gerais (MG), Brazilia.